# Pollera panameña

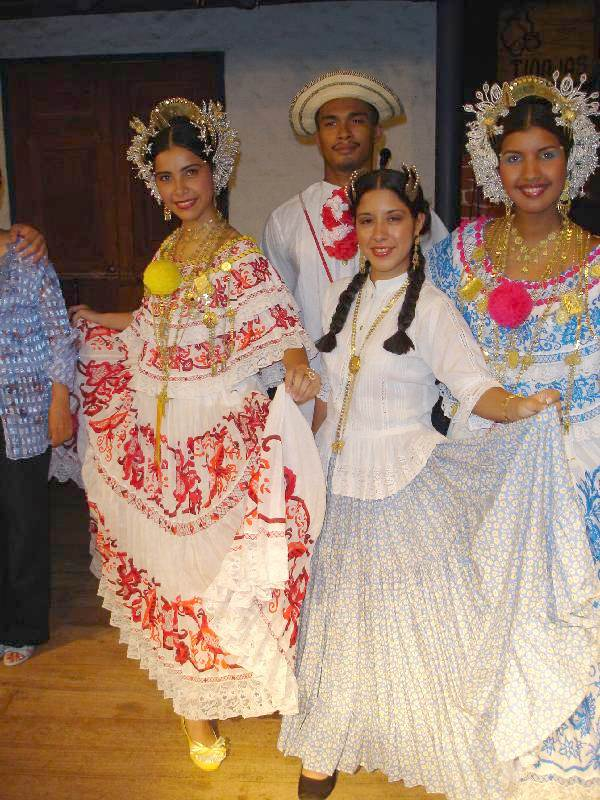
De izquierda a derecha: pollera de gala santeña en color rojo, basquiña y pollera de gala santeña en color azul.

La pollera es el nombre con que se conoce en América Latina, España y Panamá a una variedad de faldas y vestidos que se caracterizan por sus elaborados adornos. Las polleras están elaboradas de diferentes materiales como algodón o lana y suelen llevar decoraciones coloridas en diferentes técnicas, comúnmente bordados y encajes con diseños florales.
Se cree que la pollera deriva del vestido español del siglo XVI o XVII. Fue heredado pero de una forma más simple y sencilla por los substratos medios y bajos de la sociedad para sus faenas diarias o para ir a las celebraciones de las regiones donde vivían. En muchos países de Latinoamérica es usado actualmente como traje folclórico. En algunos países se le conoce como pollera solo a la parte inferior del vestido (el faldón), en Panamá, pollera se le llama a todo el vestido.
La pollera, en términos generales, es el producto de un arte anónimo que creció y se desarrolló al calor de los hogares campesinos, entre el ambiente más puro de la artesanía femenina. Es el traje típico de la mujer panameña no indígena que está compuesto de dos piezas separadas que consisten en una camisa y un pollerón, confeccionados con tela fina. 
- la camisa: a excepción de la pollera Basquiña, está formada, en su parte interior, por un armazón básico revestido de un tapabalazo y las mangas. En el exterior, por la boca de la camisa adornada con trencillas y dos arandelas, una superior y otra inferior levemente recogidas y trabajadas con labores variadas, trencillas y encajes.
- el pollerón: está compuesto de tres piezas: una pretina, el cuerpo y el susto de la pollera. Estas van trabajadas sobre tela blanca o estampadas con diferentes puntadas y enriquecidas con trencillas y encajes.[2]

- El tembleque es hecho a mano de perlas de plástico  o de escamas de pescado y se usa como adorno en la cabeza.

## Historia
El profesor e investigador Eduardo Cano explica que la primera mención de la palabra "pollera" en Panamá data de 1650, según los escritos del comediante español Pedro De la Rosa, quien relató que en Panamá se vendían polleras hechas de telas de Espolí, que aún se encuentran en las fallas valencianas, y de Tabí, un tipo de tela que ya no existe. En 1789 Alejandro Malaspina, durante su expedición, documenta en bocetos la vestimenta particular de la mujer panameña, describiéndola como una falda y una camisa, diferenciándose de otras vestimentas.
En 1862 Rafael Castro de Ordoñez toma la primera fotografía de una pollera en Panamá, en la Isla de Taboga. La imagen muestra a una mujer con pollera y flores en la cabeza, y su vestimenta se identifica como de moda europea.
Otra de las referencias gráficas más antiguas a la pollera panameña es un grabado de 1876-1878 del francés Armand Reclus en el Darién. En dicha ilustración, se observa a una mulata darienita con un tocado adornado por varias peinetas de oro. Reclus menciona en sus escritos que las mujeres de color llevan la pollera, "el antiguo traje de las criollas".
En el libro "Five Years at Panama", publicado en 1889, el escritor Wolfred Nelson menciona los complementos de la pollera panameña tales como cadenas de monedas y perlas, flores para la cabeza, mantillas y babuchas, estas últimas descritas como "zapatillas de los colores más chillones - rosa, verde o amarillo".
El folclorista Alex Ibarra señala que la pollera originalmente era una vestimenta regional usada por mujeres para tareas cotidianas como lavar, cocinar y protegerse del sol, con un corte más ancho y una falda casi al tobillo debido al clima.

## Vestimentas denominadas polleras por región
Existe una variedad de polleras, con características peculiares de cada región de Panamá,y que cada una de las provicias se distinguen, entre las que se destacan por provincia:

### Provincia de Los Santos
Los Santos es una provincia panameña, situada al sur de la Península de Azuero.  La ciudad de Las Tablas es su cabecera y localidad más poblada. Está compuesta por los distritos de Los Santos, Guararé, Las Tablas, Macaracas, Pedasí, Pocrí y Tonosí.
La moderna provincia de Los Santos se constituyó en enero de 1945, sustituyendo a lo que antes se denominaba Provincia de Azuero, de acuerdo al Decreto de Gabinete N° 13, quedando su régimen territorial reglamentado por el capítulo segundo de la Ley 58 de 29 de julio de 1998.[cita requerida]

#### Pollera de gala sin labor
Las polleras blancas se usan por excelencia para las bodas religiosas, quinceaños y renovación de votos. Son parecidas a las que tienen labor, con la diferencia en que en su confección se usan varias clases de telas blancas, muy finas y diseños bordados con hilos también en color blanco.  Se enjaretan comúnmente con cintas, aunque actualmente, se utiliza la lana y la mota. Hay algunas variaciones con encajes y trencillas de torchón, mundillo y al croché (tejidas). Con este tipo de pollera es obligatorio usar peinetas con perlas y entre las cadenas (no más de siete)  y deben aparecer el rosario y el escapulario.
La novia santeña, tradicionalmente, lleva un ramo de flores de color blanco (jazmines, azahares, tulipanes, rosas blancas, claveles blancos, o la tradicional flor del naranjo o limón. En cuanto a sus tembleques, estos deben ser de perlas o de escama de pescado. Suele acompañarse con 12 pares de piezas básicas: 
- Tapa moños o tapa pelotas, por lo general son en forma de rama, las cuales cubren el moño.
- Las tapa orejas o ventarrones, colocados sobre las orejas, para protegerlas de la brisa.
- Las mujeres, se colocan encima de las Tapa pelotas.
- Las chicas asemejan a flores pequeñas para rellenar.
- Pencas, son flores más grandes colocadas en la parte lateral de la cabeza.
- Mosquetas y palmitas, se colocan cerca de las peinetas y en áreas visibles.
- Mariposas, pavitos, escorpiones y otros que se utilizan para simbolizar la fauna.[7]

Los zapatos utilizados con esta pollera son forrados en seda o satén del color del enjaretado y el gallardete, también se debe colocar una hebilla de oro en la punta del zapato adornada con encaje valenciano.

#### Pollera de tela bordada

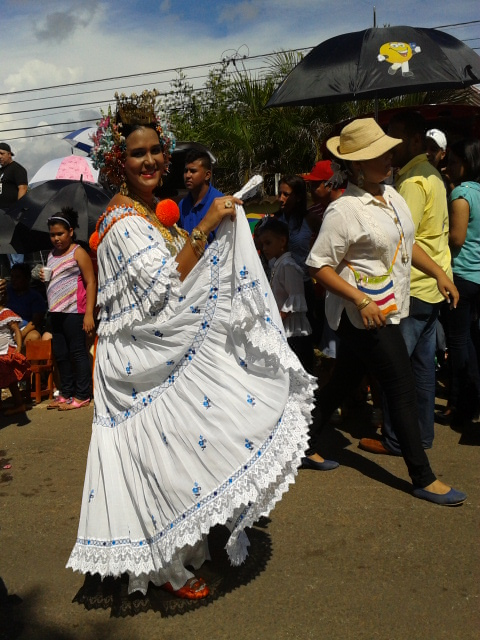
Pollera de tela bordada.

Para la confección de esta clase de polleras, generalmente, la tela venía bordada de fábrica, usualmente de Holanda e Inglaterra. Se usa la tela de linón, la cual es bordada con florecitas, puntitos, motitas, entre otros. Actualmente ya no se consigue, en algunas regiones se limita su uso por la falta de tela con estos bordados, lo que ha motivado a elaborarse con bordados artesanales.
Su uso es muy extendido en Los Santos. Sus complementos son iguales a los de la pollera de gala, con la excepción de que se permite usar tembleques blancos o pimpollos al gusto.
Se utilizan zapatos de pana, terciopelo, raso o satén. En cuanto a los últimos, estos llevan una hebilla de oro adornada con cinta del mismo color del zapato y encaje blanco. Los zapatos pueden ser de cualquier color, siempre y cuando coincida con la cinta del pollerón, la lana y los pompones de la blusa.

#### Pollera montuna

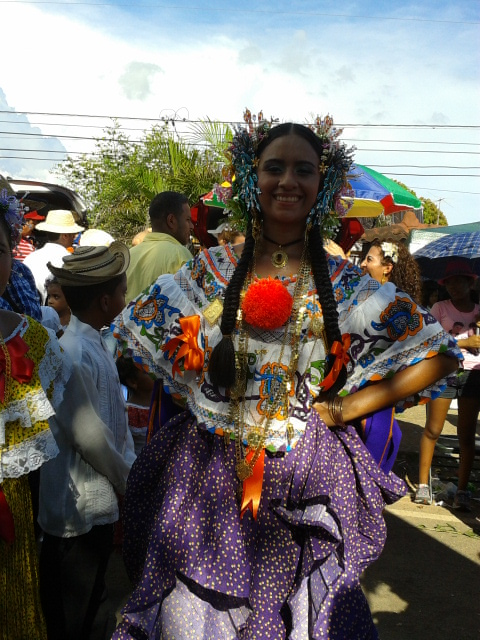
Pollera montuna santeña.

Es considerada una de las polleras más valoradas y más apreciadas por los pueblos de la región de Las Tablas y sus alrededores, precisamente por sus llamativos colores y la delicadeza del trabajo realizado en su camisa, que siempre hace juego con el color del pollerón de zaraza. Este tipo de pollera se usaba, principalmente, en eventos campestres como las piladeras, juntas de embarre, matanzas, entre las más comunes.
La camisa se elabora con tela blanca y lleva labores en las mangas, la arandela y el tapabalazo, Utiliza tiras de lana para enjaretar, rematadas adelante y atrás por una mota o bellota, La falda está formada por tres partes: cuerpo, susto y picarona. Se elabora con tela de zaraza que haga juego con el diseño de la blusa y lleva gallardetes del mismo color que la lana y los zapatos. La enagua es sencilla y se adorna con trencillas y encajes de tachón.
Este tipo de pollera se complementa con otros aderezos: dos trenzas delanteras, de cuatro a seis pares de pimpollos, una o dos pares de peinetas de oro, aretes de zarcillos, dormilonas o argollas, tapahueso, cadena chata, guachapalí y un cordón (cola de pato, salomónica o media naranja).  Otro complemento es el rebozo, que debe estar elaborado con el mismo diseño de la camisa, y debe llevar trencillas de mundillo, encajes y flecos.
Existe un tipo de variación, sobre todo para usar en los viales y a los campos, con sombrero de pajita en la cabeza y una flor natural en la oreja (derecha, cuando se es soltera). También se puede usar con sombrero de junco y de pepita de guate.

#### Pollera de gala con labor zurcida

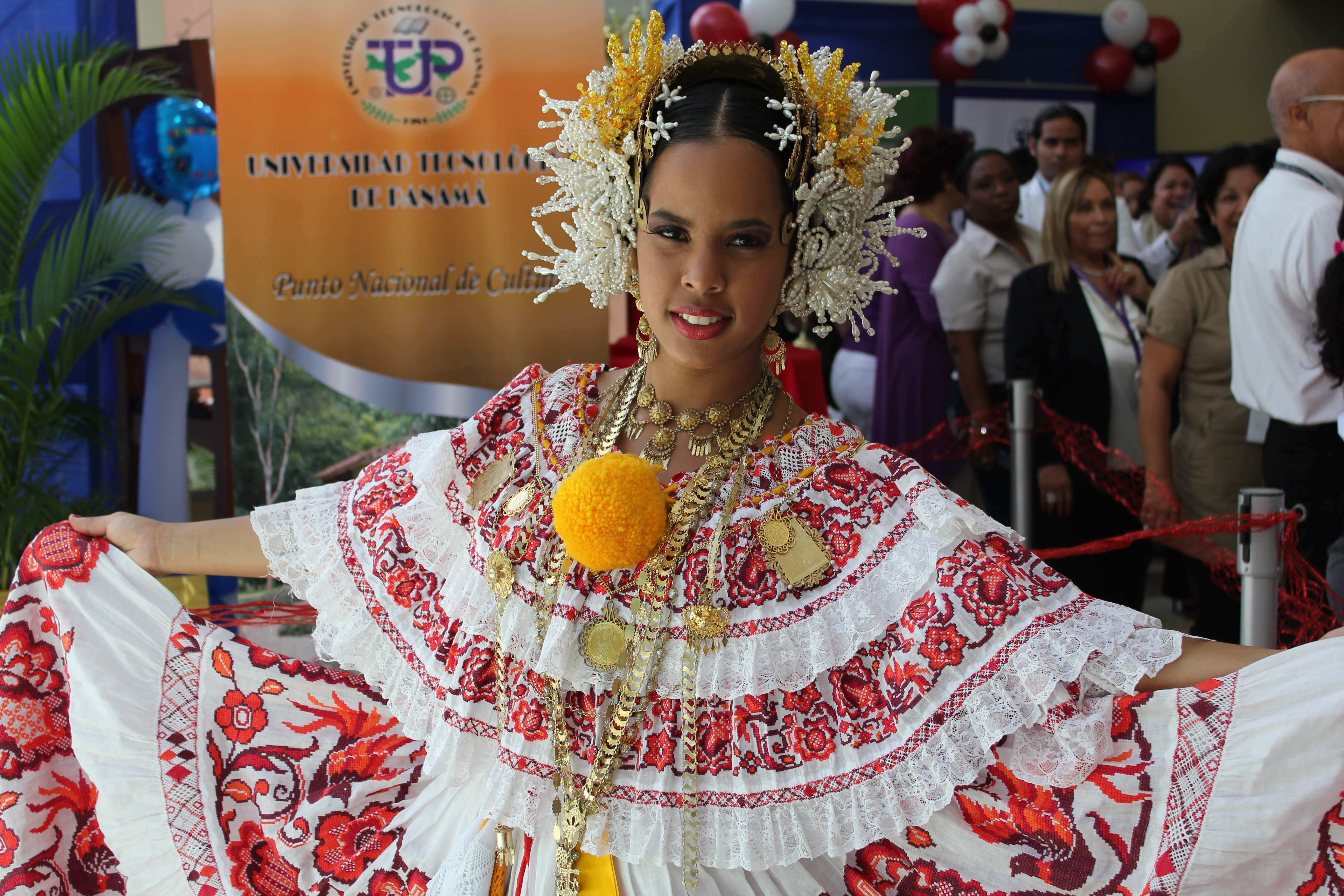
Pollera de gala santeña con labor zurcida.

La pollera de gala con labor zurcida es la bordada. El bordado resalta el contorno y otros elementos del diseño como mariposas y pájaros. El zurcido en un tipo de bordado en el que se rellena completamente el diseño con hilo de color. Se estila completar las polleras sombreadas y zurcidas con calados, para lo cual se deshila parcialmente la tela sobre la que se realizan trabajos de aguja. La estructura y el aderezo de las polleras de gala santeña son iguales para todas las labores.
Entre los aderezos que se utilizan para adornar la cabeza de la empollerada, tenemos: tres juegos de peinetas, un peinetón, dos pensamientos, una pajuela y jazmines de oro. Entre diez y catorce pares de tembleques, la cantidad depende del tamaño de la cabeza de la persona que va a lucir la pollera. Su joyero incluye tradicionalmente un mínimo de siete cadenas, aretes, pulseras y anillos. Un rebozo adornado con la misma labor de la pollera. Los zapatos son de raso con hebillas de oro. La enagua, tejida al croché,(aunque en su mayoría son trabajados en la técnica de tejido llamado "pajita" en el cual se hace primero una especie de malla que luego se puede bordar a juego con la labor de la pollera), un pañuelo con bordes en croché,  el cual va colgado a la pretina de la falda, al lado de los botones de oro. La camisa lleva dos arandelas rematadas con encajes valencianos, la cual se enjareta con lana, acompañada de una bellota (mota), una delantera y otra trasera. Se adorna con trencillas y piacillo de mundillo.
La falda dividida en cuerpo y susto, con trencillas y piacillos de mundillo. Encajes valencianos al final de la falda. Lleva dos enaguas, una más sencilla que la otra. En la pretina de la falda se colocan un gallardete frontal y otro trasero al centro, botones de oro, un monedero tejido totalmente en croché y el pañuelo.

#### Pollera de gala con labor sombreada

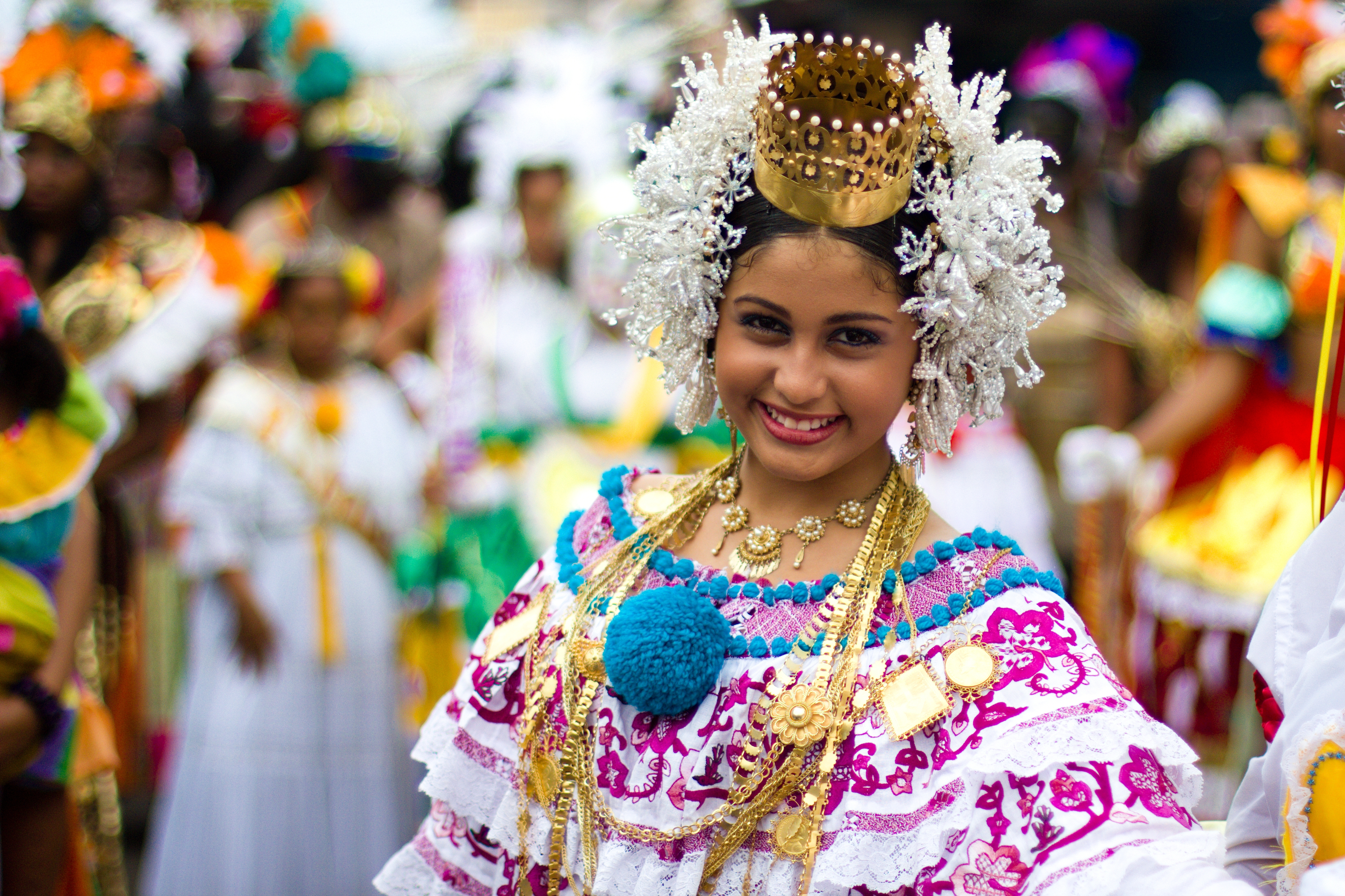
Pollera de gala santeña con labor zurcida.

Se considera que este tipo de pollera, fue la última en incorporarse al vestuario santeño. Hay dos clases de este tipo de pollera: 
- Talco al sol, que lleva tela de color o blanca sobre el paño de la pollera. La pollera con labor sombreada a talco al sol de percal, estas polleras son poco comunes porque la tela es escasa. Sus trencillas y encajes de mundillo son pepiados. Este tipo de pollera tiene más de 400 calados, de forma diferente, las labores son espaciadas correctamente, no están apiñadas o en desorden.  Para que las labores sean apreciadas, a este tipo de pollera no se le hacen pliegues.
- Talco en sombra, de tela blanca sobre voilé transparente, con calados y bordados, cosida por debajo (al reverso) del paño de la pollera. Usualmente se acompañan con calados y únicamente se permiten diseños florales. Suele acompañarse a la pollera con labor sombreada en talco al sol, de color blanco, por una abaniquera, cuyo uso se da más en la capital que en el interior. Las prendas (son las que utilizan todas las pollera de lujo), zapatos, las enaguas totalmente tejidas con gancho en diseños de tejido de pajarita o en talco en sombra y finalmente su rebozo elaborado también con diseños que lleva la pollera.[14]

#### Pollera de labor marcada

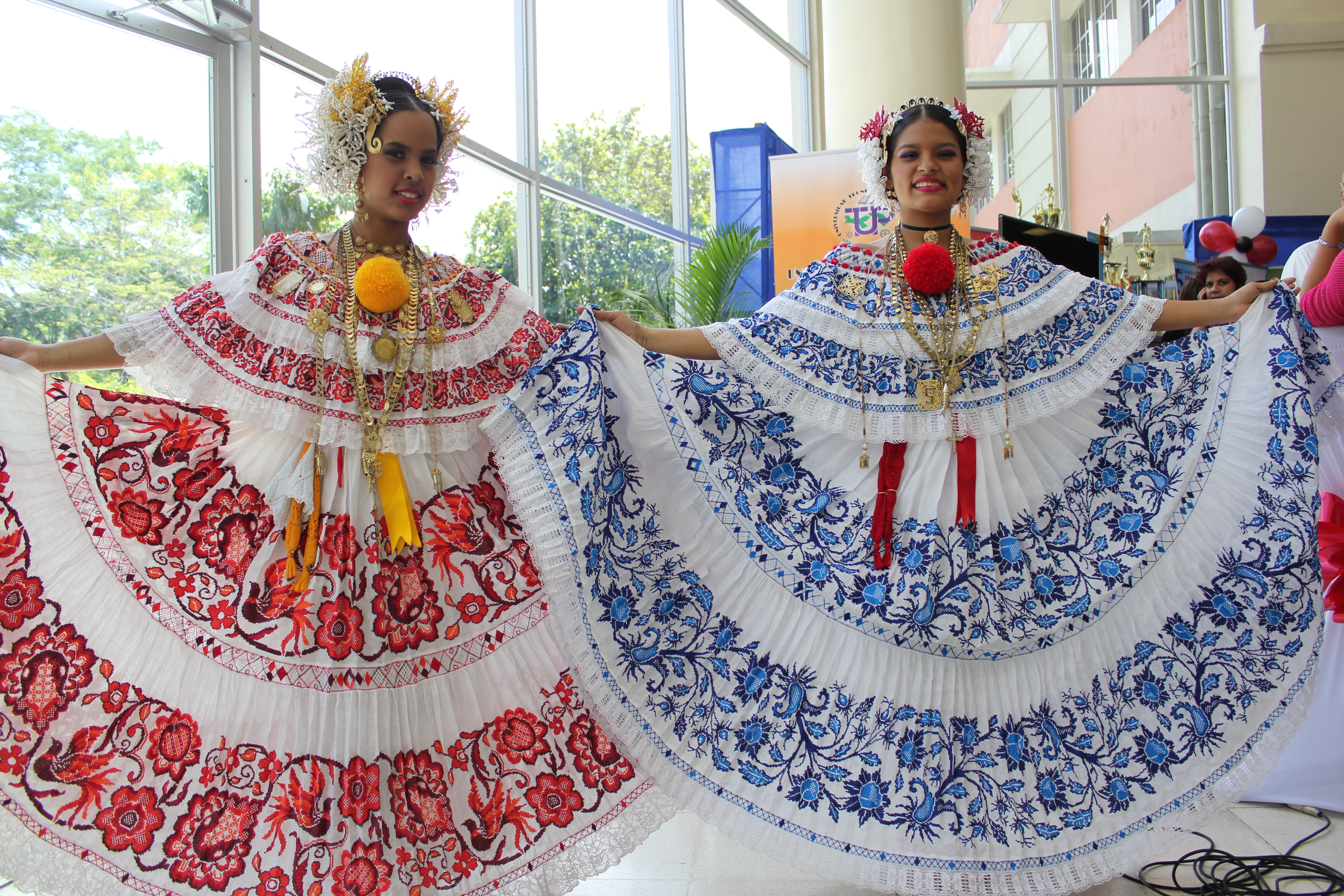
Polleras santeñas de labor marcada (punto en cruz).

Originalmente en estas polleras las labores marcadas o en punto de cruz, se hacían con hilos sacados de otras prendas, que se usaban en su confección luego de ser teñidos . Sus diseños son geométricos, angostos, con labores de flores entre enredaderas y algunos colibríes o mariposas. Nunca se marcaban en estas polleras diseños de frutas. Su diseño es igual a todas las polleras de gala santeña. La calidad en la elaboración de este tipo de pollera está en que en su terminado no se aprecie nudos ni mucho menos hilos sueltos y los empates deben ser correctos. La tela que utilizan en algunas de estas clases, es el anjeo (marquiset), que sirve de guía para la persona que elabora la pollera, al realizar las perforaciones de estas. Las cintas de los gallos deben medir entre diez y doce pulgadas de largo en estas polleras. Antes no se usaba la mota de lana, en su lugar se usaban mancuernas de oro para cerrar la abertura de la camisa.
Existe una variante en estas polleras, que ha perdido su popularidad, la pollera encajonada, la cual lleva la labor principal entre dos labores angostas corridas, llamadas guardas.

#### Pollera penaconfusa
La pollera «penaconfusa» era utilizada para guardar luto, sus diseños o estampados eran elaborados en color negro, grises y a veces en tonos morados. Llevan este nombre porque la tela en que se elaboraban era llamada pena confusa. También se hacían de tela nansú (tela de algodón). Se les puede colocar trencillas y paicillos de mundillo o de torchón y encajes valencianos. Se solía acompañar a esta pollera con un manto o rebozo de color negro o blanco, con el que se cubría la cabeza la viuda que llevaba la pollera, en señal de duelo o pesar.  Cuando el manto era blanco, el mismo era bordado, llevaba trencilla de mundillo, macramé (tejido cruzado de hilos gruesos) y flecos.
Entre los aderezos que se le colocaban a esta pollera tenemos: aretes sencillos y una cadena rosario o escapulario. Es optativo utilizar un par de peinetas de oro. Puede llevar tapahueso. Zapatos de pana de color negro.
El diseño de la camisa está compuesto por dos arandelas rematadas con encajes valencianos. Puede enjaretarse con lana negra y blanco, rematada en lazo hacia el frente de la misma. Mientras que la falda, lleva cuerpo y susto de la misma tela de la camisa, divididos por una trencilla. Pueden también llevar gallardetes negros y una enagua sencilla.

#### Pollera de faena
La Pollera de faena es la que se usa para el trabajo,
se conoce como basquiña al conjunto de camisa de trabajo y su falda, una pollera corta o pollerín de zaraza con poco vuelo.  La camisa se hace con telas suaves, como el opal, linón y holán de hilo, que ayudan a tolerar el calor.  Aunque se ha generalizado el uso de telas blancas, también se hace con otras telas.  El vestuario del varón es el mismo que acompaña a la montuna santeña.La primera persona que uso 
La bellísima pollera faena fue la niña Rosa Guadalupe Cruz Díaz de Santiago de Veraguas

La basquiña va ceñida al cuerpo sin división en la cintura, con cuello alto, una o ninguna arandela y mangas cortas, largas o de tres cuartos.  Aunque se ve más con tela blanca, también se hacen con telas estampadas. La chambra se hace de tela blanca o de zaraza, es menos ceñida al cuerpo y tiene mangas cortas o de tres cuartos.  La chambra fina, se hace de holán de hilo con trencilla y encaje de pajita y alforzas. Si es camisola, esta se hace ancha, con cuello redondo y manga corta.
La falda es un pollerín de zaraza de dos tramos (cuerpo y ruedo o picarona). No se le hace susto. Puede decorarse con trencillas de mundillo o de torchón sobrepuesto entre tramos. Se usa una enagua sencilla.
Entre los aderezos con que suele acompañar a este tipo de pollera, podemos decir que la dama se coloca dos peinetas sencillas de oro o de plástico "celuloide" para sujetar el rodete (peinado) o pueden hacerse dos trenzas colacadas hacia adelante. Se puede usar con sombrero de trabajo (junco o pepita de guate), para viajar o protegerse del sol y del sereno. Se usan en la cabeza flores naturales al lado de la oreja derecha si es señorita, a la izquierda para señoras. Puede llevar una cadena como la guachapalí, que lleva un limpia oído y limpia uña.  Aretes sencillos, como argollas o tangos. Zapatos de pana negra. Un dato curioso de este tipo de pollera es que originalmente se usaron paños limeños, que eran rebozos de tela de rayas terminados con flecos.

#### Pollera de gala con labor zurcida
En Los Santos se elaboran polleras de gala con tres labores: marcadas, sombreadas y zurcidas (bordadas). El bordado resalta el contorno y otros elementos del diseño como mariposas y pájaros; el zurcido es un tipo de bordado en el que se rellena completamente el diseño con hilo de color. Se estila complementar las polleras sombreadas y zurcidas con calados, para lo cual se deshila parcialmente la tela sobre la que se realizan trabajos de aguja. La estructura y el aderezo de las polleras de gala santeña son iguales para todas las labores.
En las polleras santeñas los encajes no deben arrastrar por el piso, para poder apreciar los zapatos; las mangas no deben sobresalir ni cubrir la mayor parte del brazo; y la primera arandela no debe tapar la labor de la segunda. La labor de la primera también debe ser más angosta que la segunda.
La camisa lleva dos arandelas rematadas con encajes valencianos, se enjareta con lana, acompañada de una bellota (mota) delantera y otra trasera.  Se adorna con trencillas y piacillos de mundillo. Mientras que, la falda se divide en cuerpo y susto, con trencillas y piacillos de mundillo. Encajes valencianos al final de la falda. Lleva dos enaguas, una más sencilla que la otra.  En la pretina de la falda se colocan una gallardete frontal y otro trasero al centro, botones de oro, monedero el cual es tejido y pañuelo.
También hay polleras que son totalmente zurcidas, sin calados. El zurcido se hace con hilos de variados colores para lograr el efecto matizado.  Este tipo de labor es parecida al bordado de relleno de antaño.
El peinado de las damas es de dos trenzas que se amarran detrás de la oreja, formando una pelota.  Los aderezos que suelen colocarse para adornar la cabeza son tres juegos de peinetas, un peinetón, dos pensamientos, una pajuela y jazmines de oro.  Entre diez y catorce pares de tembleques; la cantidad depende del tamaño de la cabeza de la empollerada.  Su joyero incluye tradicionalmente un mínimo de siete cadenas, aretes, pulseras y anillos. Lleva un rebozo adornado con la misma labor de la pollera.  Los zapatos son de raso con hebillas de oro.
El vestuario que lleva el caballeros es una camisilla de lujo con gran cantidad de pequeñas alforzas cosidas al gusto, cuello chino y dos bolsillos.  El pantalón es de color negro, sombrero pintado, cebadera tricolor o blanco con negro y finalmente, zapatos de color negro o chinelas.

### Provincia de Panamá
Panamá es una de las diez provincias de Panamá. Su cultura es el resultado de la fusión de diversas culturas que se han asentado en el país durante su historia: españoles, americanos, africanos, afroantillanos. Esta combinación se observa en su música, en la gastronomía y en el arte. En la indumentaria tradicional se destaca la mola, un proceso de apliqué inverso al tejido y que es confeccionado por la etnia indígena guna. También se destaca la pollera panameña, que es producto de la herencia española y considerado como traje folklórico de Panamá. La influencia española está presente en la arquitectura de las ciudades coloniales, en especial el Casco Viejo de Panamá y en las provincias centrales del país.[cita requerida]
En esta provincia se destacan las polleras del distrito de Chepo en Panamá Este.

### Panamá Este
Panamá Este es el sector que comprende los poblados que están ubicados en la Provincia de Panamá desde el este del Aeropuerto Internacional de Tocumen hasta la frontera con la Provincia de Darién.

#### Chepo
Forman parte de la cultura de este distrito las representaciones folclóricas como podemos mencionar: Conjuntos tipícos, bailes de congo y bullarengue. Donde participan los jóvenes de diferentes colegios. Las polleras que se destacan en esta región son la tumba hombre, la montuna tumba hombre y la de gala.[cita requerida]

##### Pollera tumba hombre
Este tipo de pollera se ve mucho en la ciudad capital, por su bajo costo. Más al este, la montuna era la pollera de faena de la región de Chepo. Además de usarse para trabajar en casa, se utilizaba para ir al río y en las fiestas de la comunidad, como los famosos tamboritos. La montuna de Chepo en la elaboración de su camisa se usa la tela blanca con labores sencillas en las mangas, arandelas y en el tapabalazo. Enjaretada con lana, rematada con una bellota o mota, adelante y atrás. Lleva trencillas y encajes. La camisa no debe estirase sobre el busto, sino presentar una caída leve. Debajo de la manga lleva cosido un pañuelo, que permite estirar el brazo. La falda confeccionada con tela de zaraza de dos a tres tramos, con o sin picarona. Entre los aderezos con que se acompaña este tipo de pollera tenemos: Flor natural roja detrás de la oreja donde nace el moño. Sombrero pintado que puede ser decorado con cinta del color del enjaretado y bellota delantera. Cadena chata, rosario, bruja y guachapalí. Broches, preferiblemente con piedras rojas (rubíes) o verdes (esmeraldas), que deben ser bendecidas primero por un sacerdote y luego por el curandero o brujo del pueblo para mejor resguardo. Zarcillos y tapahueso con medalla de la virgen o de un santo. Zapatos de pana del color del enjaretado. El peinado con dos trenzas delanteras o una lateral del lado derecho, rematadas con cintas del color del enjaretado.

###### Montuna tumba hombre
La camisa se confecciona con tela de holán de hilo bordado, dos arandelas y con mangas. Trencillas y encajes de torchón. Enjaretada con lana y rematada con mota o vellota delantera y trasera a juego con el color de la falda. La falda se hace con tela de percal de rayas del color que prefiera la dueña. Dos tramos con las rayas verticales y una picarona con las rayas horizontales con una enagua sencilla.
Los aderezos que se usan con esta pollera, tradicionalmente se usa el sombrero pintado, aunque hoy se le ve con sombrero Panamá.  flores naturales o pimpollos sobre las orejas. Tapahueso y de una a dos cadenas (chata y guachapalí). Aretes sencillos. Zapatos de pana negra. El peinado, dos trenzas atadas con lana del mismo color del enjaretado.
Existen dos variaciones: 
- la primera variación centenaria con labor zurcida rellena. Trencillas y encajes tejidos al croché, trenzas delanteras, flores de papos rellenos y sombrero pintado.
- la segunda variación con labor marcada. Trencillas y encajes de mundillo. Moño lateral y sombrero pintado con bellota y cinta.

Por otro lado, el vestuario del varón es de camisa y pantalón (hasta la rodilla) de tela de manta sucia adornada con espiguetas y trabajos marcados rellenos adelante y atrás. Se rematan con flecos tejidos en hilo pabilo e hilo de madeja, con diseños que reflejan la actividad diaria chepana: corridas de toros, la piladora de arroz, flora y fauna del campo, entre otros. El hombre puede estar descalzo o con cutarras, sombrero de junco o pintado, con color tricolor (rojo, azul y blanco) y una cebadera.

##### Pollera de gala
Esta pollera era usada por damas adineradas, esposas de los terratenientes de Chepo. Se utilizaba para ir a eventos sociales y culturales, asistir a entierros y visitar enfermos. Para la camisa se usa tela blanca, de corte similar a la basquiña, que llaman la matiné porque las mujeres chepanas preferían sus fiestas de día. Es ajustada a la cintura, adornada con alforzas y trencillas verticales de algodón. En la parte trasera, una arandela de tipo marinero. Sus mangas llegan a la mitad del antebrazo, rematadas con un pañuelo de hilo que usaban las damas para secarse el sudor. La falda tiene dos tramos con adornos de alforzas y una picarona pequeña. Tradicionalmente, dos enaguas: una sencilla con encaje y la de lujo con trencillas, encajes y trabajos con calados y talco en sombra. Sus aderezos: una trenza peinada al lado derecho, paro no incomodar al parejo que siempre la acompaña del lado izquierdo.  También se permite un rodete lateral.
Lleva una flor natural roja de papo o clavel detrás de la oreja. Cadena chata, zarcillos y tapahueso con medalla de la virgen o algún santo. zapatos de pana negra. Hay una variación con tela de linón de motitas, que en Chepo llaman coquito. Se usa cuando no se tiene el capital para comprar una pollera de hilo. El cabello con trenza lateral. En cuanto al vestido del hombre, este lleva camisa de hilo que llaman la millonaria. Se usa totalmente blanca o con labores de color celeste. Posee puntadas de plumilla, cadeneta y espigueta.  Mancuernas de oro, lisas o de monedas. El pantalón y zapatos de color negros, cadena y sombrero pintado o al gusto de la persona y una cebadera.

### Provincia de Colón
La provincia de Colón, se caracteriza por la convivencia de dos vertientes culturales de ascendencia africana: la afroantillana, que surge con la llegada de los norteamericanos al país al iniciar la construcción del Canal de Panamá. Ellos trajeron consigo gran cantidad de negros antillanos, principalmente de Jamaica, Barbados, Trinidad y Tobago y las Antillas Menores, para realizar el trabajo pesado en estas construcciones. Estos inmigrantes trajeron su cultura antillana angloparlante y se manifiesta hasta el día de hoy en la gastronomía, religión y música. Cabe destacar que debido a que los afroantillanos provenientes del Caribe a Panamá eran en su gran mayoría jamaicanos, ha quedado un legado cultural el cual es el Rastafarismo, una fe religiosa que todavía sigue muy vigente en muchos sectores dentro de la población de la ciudad de Colón.[cita requerida] Sin embargo, también se cuenta con una importante influencia afrocolonial, representada principalmente por la cultura congo, originaria de los esclavos africanos que llegaron al istmo de Panamá durante la colonia española, la cual legó las actuales polleras representativas de la provincia de Colón: 

#### Pollera congo

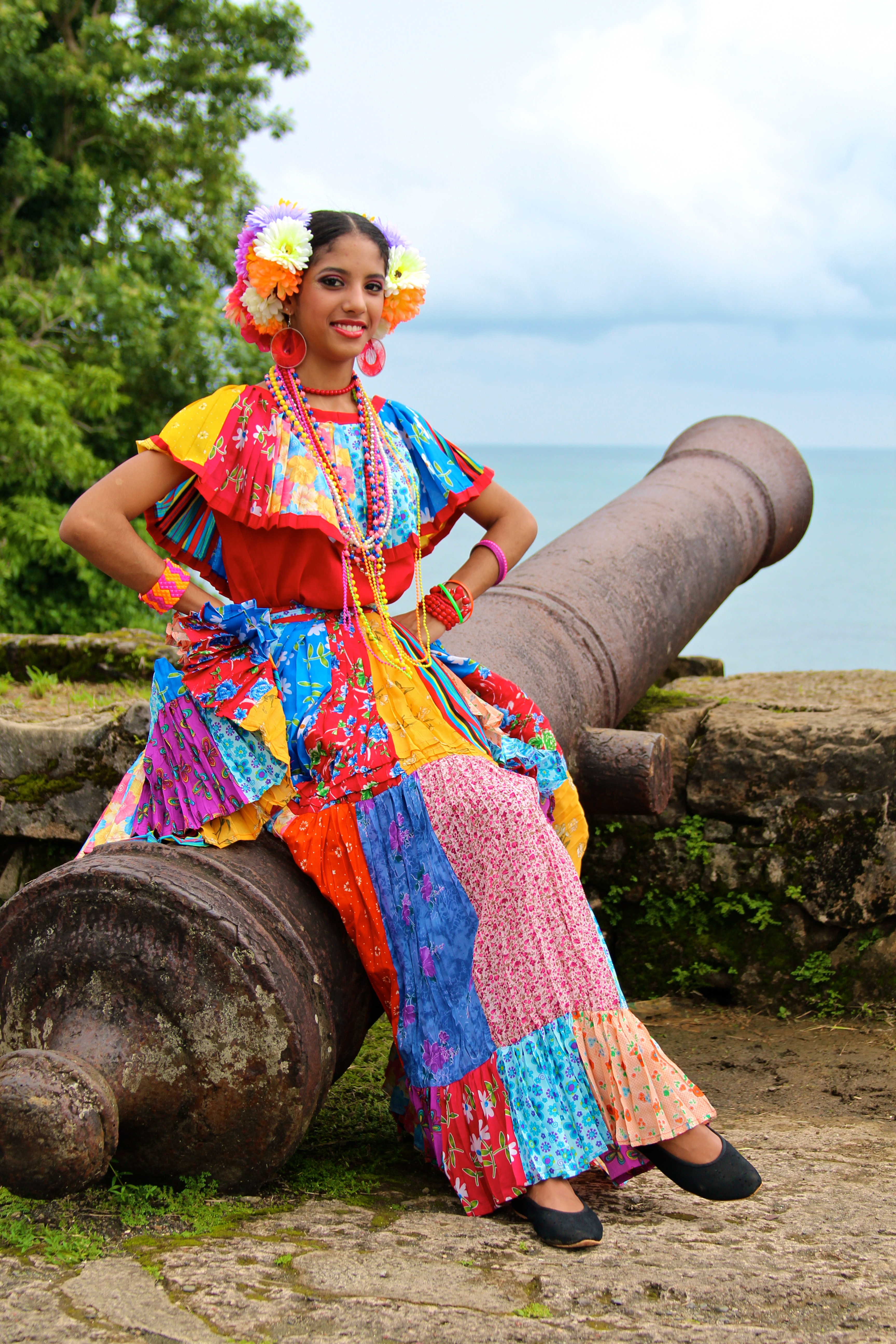
Pollera congo.

La pollera congo se hace con diversas telas y se estila mezclar colores discordantes. Ciertos elementos varían de acuerdo con el rango, la reina es la única que usa corona, velo (mantenía secreta su identidad para protección), cetro y vestuario blanco completo (luego de completar ciertos rituales) y su banda que representa la guerra por la paz y la libertad.
La camisa tipo pilón, elaborada con telas variadas, manga corta con una o dos arandelas y botones discordantes atrás, adelante o al costado. Las mujeres de rango usaban también camisa blanca de cuello redondo con mangas largas y botonadura frontal. Llevan arandelas de tela o encaje que rematan el borde de la camisa, mangas y canesú.
La falda es un pollerón con tela recogida de uno, dos o tres tramos, con o sin pícara (picarona). Las de uno o dos tramos eran para trabajar, la de tres, para bailar por su gran vuelo. Hay varios estilos: parche unido, parche montado y metidos (tres tramos de telas diferentes).
Existe variación en el vestuario de la mujer, puede utilizar el pollerón de parche montado con camisa tipo pilón de dos arandelas. La corona representa la libertad y organización congo, cuya líder siempre es una mujer que vela por la comunidad y tiene la última palabra. Su ropa interior una camisola y pantaleta (especie de panti que puede llegar hasta la rodilla con o sin parches y remiendos).  Es optativo usar un peticote sencillo o con encajes. Entre sus aderezos, más de siete collares, la mayoría hechos con materiales naturales (madera, semillas, conchas, cuero y conchas de coco). Las flores cubren de la sien hasta detrás de la oreja; es obligatorio agregar el cañito lendro que se recoge en los veranos para la temporada congo. Pulseras, anillos variados y en ocasiones peinetas de carey con o sin oro. La reina usa una corona adornada con cintas y abalorios, de su centro pende una piedra semipreciosa. Además usa un cetro de madera tallado, terminado en cruz. Va descalza.
El vestuario de los caballeros, llamado ropa plancha, rucoprancha o prancha. El más tradicional consiste en una falda con tiras de tela y motas que recuerdan las pieles usadas originalmente en África. Las telas podían ser de sombrillas abandonadas por las damas de alcurnia. Sogas sobre el pecho con distintos tipos de amarre de acuerdo con la situación. El sombrero más común es el cónico o cafúcula hecho de tejido natural y sin empates, se usa para colar café y pescar. Cara pintada usualmente con añil o carbón. Descalzos.

#### Portobelo
Portobelo es un puerto natural y un poblado ubicado en la República de Panamá. Una de las poblaciones más importantes de América durante la época colonial y puerto por el que pasó la mayoría de las riquezas que España embarcó hacia Europa procedentes de la conquista de la actual América del Sur. Portobelo está localizado en la costa norte del Istmo de Panamá, unos 50 km al noreste de Colón (ciudad).
Una de las tradiciones de Portobelo es el baile de los congos, que responde a una manifestación de los esclavos, traído del África en la época colonial. Sabemos, por datos históricos, que en Portobelo se encontraba la gran negrería, lugar donde se compraban los negros para trabajos forzados. Estos eran valorados según su porte corporal y la blancura de sus dientes. El negro, a pesar del sufrimiento y el dolor que experimentaba debido a su condición de esclavo, nunca perdió el sentido de la vida y el gusto por celebrarla. Prueba de ello lo tenemos en el baile congo que hasta nuestros días se conserva.[cita requerida]

##### Pollera Cachimba de Portobelo
Se usa exclusivamente en esta región colonense. Era un traje de domingo y de fiestas por invitación, que se hacían en una casa de familia o una comunal. Eran organizadas por la población negra de poder adquisitivo y de estatus social y académico.
La camisa es elaborada con tela blanca de voilé, holán, letín, algodón o linón de motitas de colores o blancas, que llaman coquito.  Camisa con o sin labores, con dos arandelas o vuelos rematados con encajes. Enjaretado de lana corrida sin embuchar, rematado con una mota o bellota sin picar. La falda elaborada en tela blanca con o sin labores, con dos tramos y rematada con encajes, pantaleta y dos enaguas, gallos frontales (cinta de colores) del lado derecho y trasero a la izquierda, del largo de la altura de la trencilla de la falda. Hay variaciones, por ejemplo, con tela de letín blanco, encajes de algodón y zapatos de pana. Otra variación, con labor en talco y calados, encajes tejidos al croché, trencillas de mundillo y zapatos de satín. Los aderezos con que se acompaña esta clase de pollera; uno o dos pares de peinetas de balcón cruzadas hacia atrás, cerrando el espacio de la partidura del cabello. Flores que también cierran la cabeza hasta la partidura. Es optativo añadir una flor de caracucha hecha de tela, que se coloca en la parte superior delantera hacia la línea de las peinetas. Aretes (zarcillos, tangos, etc.) Tapahueso con dije de moneda, cruz, mosqueta, medallita. De una a cinco cadenas: escapulario, guachapalí, rosario, algún cordón y la chata, que es de rigor. Si se tienen, se usan anillos de manito o de boda, mosquetas, pulseras semanarias y brazaletes. Zapatos sencillos de pana o de satín de colores, tradicionalmente se usaban con los colores de la bandera española: rojo y amarillo. El peinado: tortugas encaguamadas, que son dos trenzas cerradas a la altura de la oreja, que empiezan apretadas, se aflojan al centro para abultarse y luego, se aprietan al final.
También se admiten dos cocas o pelotas en las mujeres que no poseen cabello apropiado para moños. Mientras que, el vestuario del varón, lleva camisa blanca manga larga con corbata tejida o lazo tipo gatito. Saco y pantalón blanco, negro o azul. Correa, que podía ir con hebilla de oro. Medias a tono del saco y calzado negro. También usa un sombrero Panamá rodeado de una cinta negra.
Cabe señalar, que el golpe de cachimba es similar a la cumbia conga, pero de cadencia más lenta. La cachimba no usa bastón, porque no se baila con él. Tampoco se baila con pipa, pues la cortesía impide que se expire humo sobre la pareja.

### Provincia de Darién

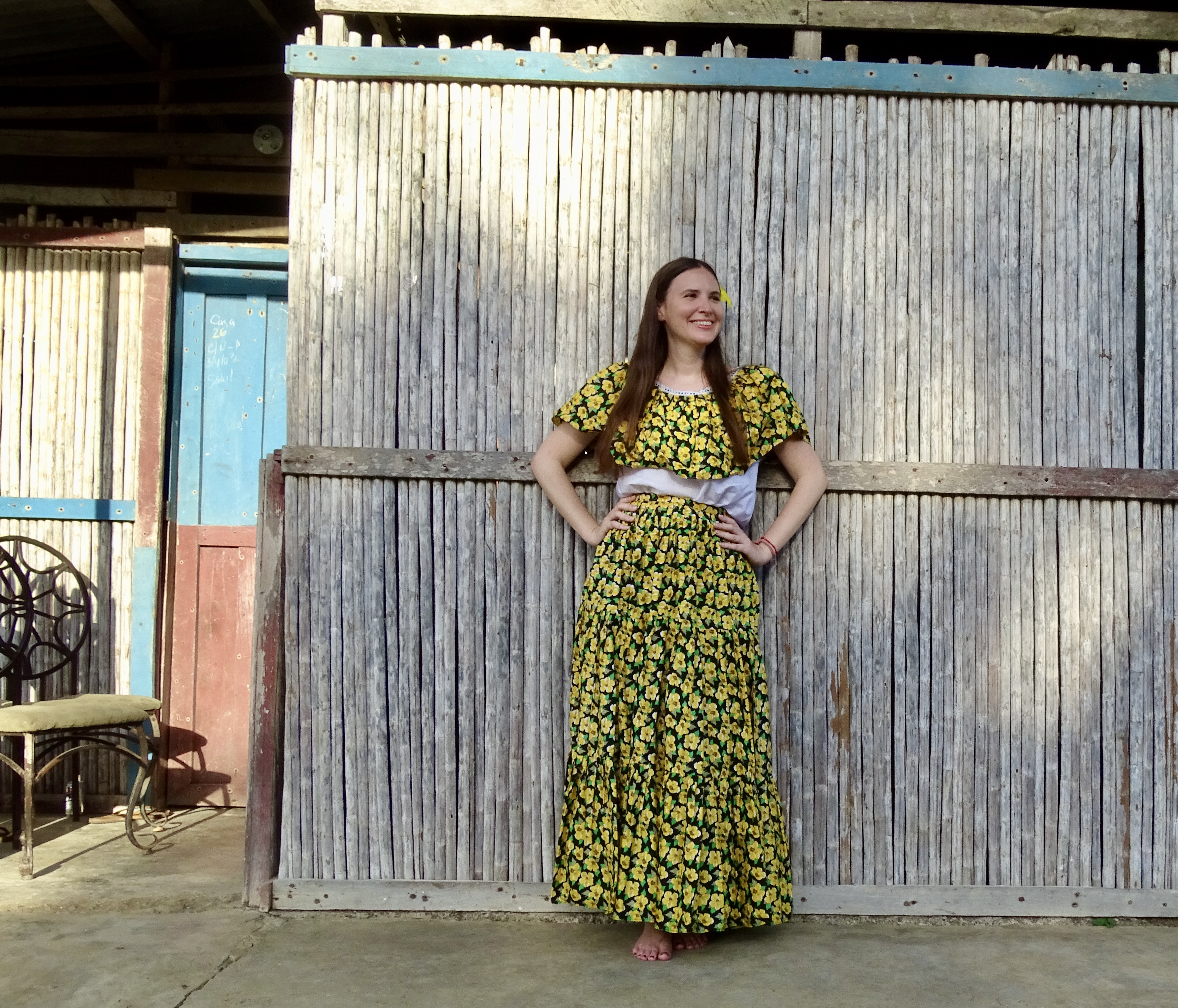
Ejemplo de Pollera de Darien en Garachine.

La población darienita está compuesta mayormente por indígenas, afro descendientes y colonos que migraron desde otras provincias (principalmente chiricanos, santeños, herreranos y veragüenses) en busca de buenas tierras y mejores oportunidades.
La manifestación musical que distingue al pueblo darienita es el Bullarengue, pero se pronuncia Bullerengue, que es un baile de tambor de ascendencia puramente Africana. Se baila solo en Darién. El varón y la dama hacen un paso en particular, donde se movilizan usando solo los dedos del pie y el ritmo de las caderas. Cada uno de los grupos humanos que han emigrado a esta provincia luchan por conservar sus raíces y mantener sus costumbres y tradiciones, no obstante la fuerte presión que se ejerce por parte de los migrantes colombianos y de los medios radiales de ese país, tienden a favorecer el gusto del darienita por el folclore de la fronteriza Colombia, especialmente por el vallenato.

#### Pollera darienita
Aunque estructuralmente la pollera darienita es siempre igual, ciertos detalles dependen del estatus social de su dueña. Por ejemplo detalles que denotan estatus son la calidad de sus encajes y el uso de joyas de oro. Se usan dos tipos de camisas, las dos en tela blanca. Una sencilla o jolgórica con una arandela plisada, sin mangas. Otra más compleja con una o dos arandelas con mangas cortas, rematadas con encaje y entallada a la cintura. Pueden confeccionarse con botones frontales o con botones en el corpiño trasero para que entalle mejor. Cuando tiene botones traseros, se le puede añadir una mota o bellota adelante y otra atrás (al gusto de la dama). La falda o pollerón de tela de zaraza con flores grandes que recuerdan la selva, con tres tramos divididos por líneas de encajes, mientras más ancho el encaje, más rango social. Se permiten encajes de colores. La falda se remata con el mismo encaje que divide los tramos. Una enagua sencilla sin plisar, que usualmente se remata con encaje. Las faldas de estas polleras se plisan para darle gracia al vuelo del faldón. Antiguamente, para plisarlas, las damas usaban planchas de hierro que calentaban en el fogón. El peinado es de acuerdo al tipo de cabello que se tenga, con un moño sencillo, trenzas, rodete u otro.
En el pasado se usaban como aderezo collares con semillas, hoy los usan de bolitas plásticas. El mismo collar se puede enrollar en la muñeca para improvisar una pulsera. Una flor en la oreja, como papos simples, rellenos y otras; las señoritas la colocan del lado izquierdo y las señoras del lado derecho. Las damas adineradas añadían zarcillos, un par de peinetas de oro y una cadena enchapada. Se permite un pañuelo para secarse el sudor. Poco o ningún maquillaje. Van descalzas. De esta pollera hay una variación la denominada pollera de iglesia con camisa compleja y faldón con tela blanca con metidos de telas de colores al centro y en su terminación. Era usada por las damas de la sociedad para rituales religiosos. Incorpora un rosario y un mantón transparente negro o blanco.
El varón usa una camisa amarrada a la cintura estilo jornalero llamada chompa hecha de tela tipo manta sucia.  Mangas a tres cuartos, ya sea recogidas o cosidas de esta manera. Pantalón de tela gruesa (caqui o jeans) remangado. Descalzos.

### Provincia de Chiriquí
El chiricano disfruta de las tradiciones folklóricas que tiene, como las cabalgatas de San José, La Candelaria y San Juan, las corridas de toros y festivales locales como el del Almojabano con Queso y el Paseo de la Basquiña Chiricana.

#### Basquiña Chiricana o Pollera Chiricana
El vestuario de esta región se compone solo de basquiñas, que se usan para bailar y en el pasado para trabajar en casa. Hay tres variantes:
- Dacrón blanco con alforzas, encajes y trencillas blancas para ser enjaretadas con cinta de color; esta variante utiliza botones perlados. NOTA: Se recomienda evitar los encajes y trencillas sintéticas.
- Dacrón blanco, alforzas y encajes pequeños en el borde de la arandela de manga y borde inferior de la basquiña. NOTA: Esta variante puede utilizar botones perlados; así como planos.
- Este modelo de basquiña se confecciona con la misma tela tipo zaraza de la cual está hecha el pollerón; esta basquiña solo lleva alforzas; utiliza botones de vestir acordes al color de la tela. NOTA: La usanza de esta variante carece de la utilización encajes o trencillas, ni mucho menos se enjareta.Variantes de basquiñas chiricanas.

NOTAS EXTRA:  

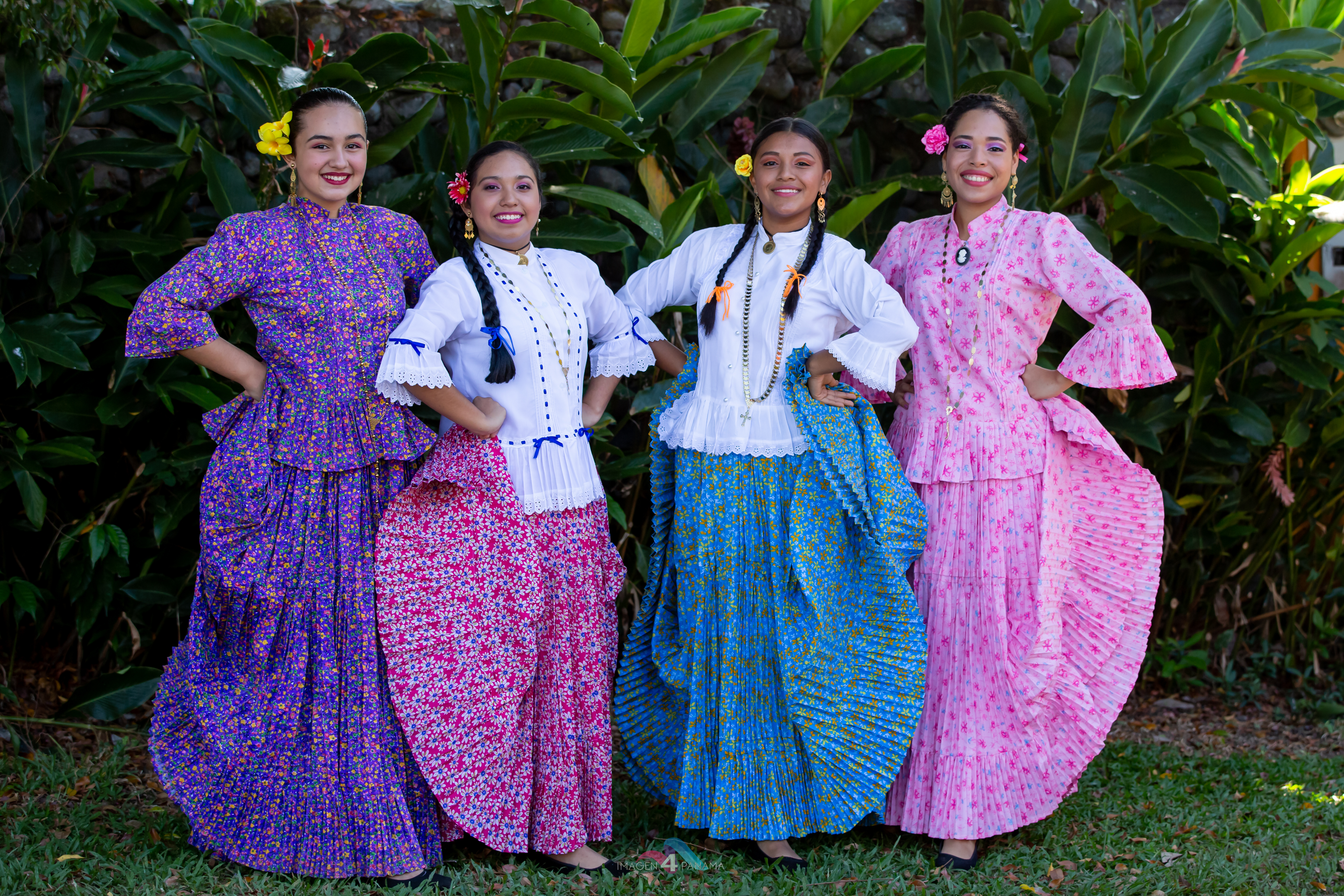
Variantes de basquiñas chiricanas.

- Los tres modelos tienen el mismo corte. La cantidad de alforzas es al gusto de la dama.

- Para el primer modelo reseñado; se enjareta en las trencillas de enjaretar de los laterales frontales y mangas. De preferencia enjaretar con colores tradicionales (solo se enjareta con un color de cinta).

- Los peinados o tocado de las damas deben ser acordes al largo de su cabello (no tiene que utilizar necesariamente cabello postizo).

IMPORTANTE: Los estudios indican que la blusa “basquiñas Chiricana” en su usanza carecía de arandela como las chambras.
Los peinados antes mencionados son:
- Una trenza al lado derecho con 2 peinetas.
- Trinchera (son dos trenzas que se cruzan de un extremo a otro en el área superior de la cabeza de la dama).

- Rodete (tun tun) con 2 peinetas.
- Una flor pequeña (no tembleque) sobre la comisura de la oreja (la misma es para embellecer el rostro de la dama por lo que debe ir acorde con la misma).

- Las trenzas que se realicen en el tocado deben salir de atrás de la oreja y al final se amarran con una cinta o tira de tela delicada(delgada).

Complementos del vestuario:
- Zarcillos.
- Zapatos de pana negros.
- Zapato de pana del color, cuando la basquiña es enjaretada en cinta (OPCIONAL).
- 2 peinetas (OPCIONAL Y DEPENDE DEL TOCADO).

- Una sola cadena (EJEMPLO: ROSARIO).
- Pulseras, semanarias, anillos (OPCIONAL).
- Camafeo o el Tapa hueso (OPCIONAL).

Dato histórico: En el pasado usaban rebozos que llamaban chalinas, para cubrir la cabeza en actos religiosos, además antiguamente se utilizaron polleras blancas de linon de motitas y holan de coco.

### Provincia de Veraguas

#### Pollera de gala sin labor o pollera de encajes
Esta pollera se elabora con telas lisas de colores pasteles o estampadas. Originalmente, el tipo de tela le daba categoría a la pollera; las más costosas se hacían con seda y satines. Hoy en día se estila usar voilé en su confección, pues es muy difícil encontrar organza, percal y otras telas. La camisa lleva dos arandelas rematadas con encajes valencianos. El enjaretado se hace corrido, en zigzag, o con ambos, con lanas de dos colores que vayan a juego con las cintas de gallos. La pollera veragüense de confección reciente lleva alforzas en la camisa y en la falda. Estas se agregan al gusto de la persona. En cuanto a la falda, esta tiene la particularidad que es de tres tramos (llamados en la región tucos o golpes), lo cual no se observa en las polleras de gala de otras regiones. Está hecha de la misma tela de la camisa. Lleva trencillas y encajes de torchón o valencianos, dependiendo del poder adquisitivo de la dueña. Se colocan gallos largos (cinta de color) únicamente en la parte trasera de la falda, a la derecha. Estos deben ser de los mismos colores del enjaretado. Usa dos enaguas.
Entre los aderezos que se utilizan tenemos algunas cadenas, como la guachapalí, bruja, chata y el rosario. Además, zarcillos y un tapahueco (tapahueso). Cuatro pares de peinetas, un peinetón y un par de peinetas robacorazones. Para sostenerlas, se entreteje una cinta entre los dientes de las robacorazones y el peinetón, que se amarra a la altura del nacimiento del cabello. La cinta es de uno de los colores del enjaretado. Las peinetas robacorazones, que se usan desde hace más de 120 años, son originarias de La Atalaya y son de uso exclusivo en las regiones de Ocú y el centro de Veraguas. Uno o dos pares de pimpollos sobre las orejas. El peinado son dos trenzas traseras.  La dama baila descalza.  Mientras que el vestuario del varón (centenario) usa una cotona adornada con un pañuelo que podía llevarse al cuello o en el bolsillo. Pantalón negro, sombrero de pepita de guate y cutarras. El vestuario actual, camisilla veragüense, tiene alforzas verticales delanteras y traseras en talco piramidal (zig zag).  Pantalón negro, cebadera, sombrero y cutarras.

#### Pollera montuna
Esta montuna se encuentra en la región central de esta provincia y era el vestido común de la campesina veragüense. A inicios de 1991 se inició su rescate, pues se había dejado de usar en gran parte de la región. La camisa lleva dos arandelas rematadas con encajes y adornadas con alforzas. Usa tela blanca de voilé, aunque se ha visto en tonos pasteles de acuerdo al color de la zaraza del pollerón. También se usó en el pasado coquito pintado o estampado. El enjaretado se hace corrido, en zigzag o con ambos, con lana de dos colores a juego con los gallos. La falda de tres tramos o tucos en tela de zaraza se lleva a la altura del tobillo, ya que antiguamente se usaba corta para no ensuciar la basta. Al igual que la de gala, los gallos largos se colocan en la parte trasera derecha, cuyo número y color depende de la cantidad y color de la lana del enjaretado de la camisa.  
Los aderezos que se utilizan con esta pollera son el tapahueco, junto con dos a tres cadenas; las más comunes son la guachapalí, chata y el rosario. Como aretes, se usan especialmente dormilonas y zarcillos.  Sobre la cabeza va un sombrero de junco, acompañado de una par de pimpollos o flores naturales. Las damas van descalzas. El peinado lleva dos trenzas traseras atadas tradicionalmente a la altura del hombro con la lana de la jareta, aunque actualmente se le ve también con cinta.  Por otro lado, el vestuario que usa el varón consiste en la coleta y pantalón chino o jeans, cutarras y sombrero de junco.  Montuno con flecos.  Pantalón chingo, con sombrero de junco, cutarras, tajona y machete.

### Provincia de Herrera
Los particulares condicionantes históricos y geográficos del espacio azuerense, así como los complejos flujos de población, han propiciado la conformación de la cultura azuerense. Por Azuero han pasado diferentes pueblos y civilizaciones que con el tiempo han ido conformando una identidad cultural particular. Estos pueblos, algunos muy diferentes entre sí, han ido dejando una impronta lentamente asentada entre los habitantes. La colonización española durante algo más de quinientos años, aún está viviente el Tijeras, mezclado con algunas tradiciones de los indios de Cubita. Herrera provincia panameña, junto a la provincia de Los Santos (Azuero) tiene el mérito de haber exportado al resto del país su cultura para brindarle al país una unidad cultural y un sentimiento de pertenencia en las primeras décadas de su existencia. Rica en folclore, con un marcado estilo colonial en el trazado de sus ciudades y en la filosofía de sus habitantes.[cita requerida]

#### Ocú
Pertenece a uno de los distritos de la provincia de Herrera. Uno de los eventos más folclóricos del pueblo ocueño, donde se representan las autóctonas costumbres realizadas por el campesino del siglo pasado es el Festival Nacional del Manito, el cual se celebra a mediados del mes de agosto. Otras de sus fiestas es la feria de San Sebastián, además su carnaval, el cual se caracteriza por ser el único en el país que además de contar con calle Arriba y calle Abajo cuenta con una tercera calle, Calle Centro.

##### Pollera de gala sin labor
Este tipo de polleras se usan en fiestas y siempre en matrimonios. En el pasado de vieron en tonos pasteles, como rosado, celeste y crema; actualmente, son blancas. Las polleras no se plizan y no usan alforzas; si la pollera se le quedaba a la dueña, debía hacerse una nueva.
La camisa lleva dos arandelas rematadas con encajes de algodón o valencianos. Enjaretado corrido o en zigzag, con lanas de tonos pasteles, amarradas con lazos. La falda o pollerón de dos tramos con gallardete frontal y trasero, del mismo color de la lana del enjaretado. Trencillas y encajes de algodón o valencianos. [La pretina] cierra con dos tiras de la misma tela del faldón; puede llevar botones tallados de oro. Enagua de platilla, hiladillo u otra tela blanca. Entre sus aderezos tenemos: aretes de zarcillos, dormilonas, piloncitos, entre otros. Tapahueso con dije de cruz, escudo, corazón o relicario. Cadenas chata, guachapalí y bruja (cerrada con un broche); el rosario es obligatorio en matrimonios. Es opcional usar anillo de manito. Pañuelito en la pretina. Chacarita para artículos personales o propinas (regalos) en los matrimonios. Zapatos de zatín o pana, sin tacón, a juego con cintas de cabeza y gallardetes. Puede acompañarse de paño limeño o rebozo a juego, marcado con labor en espigueta, cruzado en la espalda o sobre el cuello. Antes se usaban para cubrirse del sol e ir a la iglesia. Ocú fue la primera región que usó el peinetón. Cabe señalar que Veraguas y Ocú son de la misma región folclórica, eso explica las similitudes en sus aderezos, como el uso de peinetas robacorazones.
En Veraguas, estas se entrelazan con la cinta del peinetón. En Ocú, la cinta se amarra en la frente; en Veraguas, en el nacimiento del cabello. Para la celebración de los matrimonios se utiliza la tradicional hamana, como parte importante del matrimonio campesino. La novia va aderezada con lanas, cintas y pimpollos blancos. El peinado es con dos trenzas traseras, amarradas con lana del color del enjaretado de la camisa. Una par de peinetas robacorazones seis a ocho peinetas sencillas (sin brillo) y un peinetón, entrelazados con cinta, que termina en la frente con un lazo.  Cinco a seis pares de capullitos (pimpollos pequeños) en tonos pasteles. Finalmente, el vestuario del varón, que lleva camisilla, pantalón negro, cutarras o zapatos negros. La camisilla tiene alforzas y talcos geométricos, en alto relieve, botonadura frontal de oro, concha nácar o calabazo forrado, sin botones en las mangas. Sombrero blanquito ocueño, con el ala trasera y delantera hacia arriba o ambas hacia abajo.

##### Pollera montuna
La pollera montuna es sencilla, era usada por las mujeres del campo para ir a la misa los domingos o a las fiestas patronales. Usaban también una muda de diario similar para el quehacer cotidiano: cocinar, ir a la quebrada, llevar la comida a los peones, etc. Para esta última actividad, la pollera no llevaba sesgos y algunas veces era más corta o se la recogían en las caderas para no ensuciarla. La camisa es blanca de tela lisa o fondo blanco con bolitas o florecitas. Dos arandelas con encajes valencianos o de torchón. Se enjareta corrida con lana del color del faldón y termina con dos lazos adelante y dos atrás. La falda, elaborada con tela de zaraza con tres tramos o cuerpos divididos por tres líneas de tirillas o sesgos blancos, que pueden ser sencillas, dobles o triples. También se puede hacer sin las tirillas.
Entre sus aderezos esta el sombrero ocueño. Al auténtico sombrero ocueño, se le llama ñopito o blanquito porque no se usaba paja negra, que no se conseguía en esta región. Esta se le añadió posteriormente solo en el borde del ala.
Cerca de la oreja, las damas llevan flores naturales como jazmín, cananga y caracucha también las reemplazan con dos capullitos de tembleques. Collar de cuentas de colores, semillas lágrimas de la Virgen y conchas de playa como caracolitos, rematado con un dije o una moneda de oro o plata, con la imagen de la Virgen. Tapahueso y aretes de zarcillos o dormilonas. Llevan dos pañuelos: uno pequeño pegado a la pretina, y uno grande llamado chalina alrededor de los hombros. Una chacarita de colores. Van descalzas. En cuanto a su peinado, dos largas trenzas que caen hacia atrás, las cuales rematan con lana del mismo color del enjaretado. Si se tiene el cabello corto puede dejarse suelto, pero nunca se deben usar moños falsos. Mientras que, el vestuario masculino, se caracteriza porque el varón lleva camisa y pantalón corto o chingo ocueño, pintados o trabajados con punto de cruz. La camisa, de cuello abierto y mangas largas y amplias, termina en flecos de la misma tela; usa botones de calabazo forrados. Sombrero ocueño, tajona y chácara. Chuspa, hecha con piel de iguana para resguardar de la humedad el tabaco, el dislabón (eslabón), la mecha de algodón, la piedra de sacar candela y la cachimba. Un sable o peinilla, que era acompañado en el duelo con la manta de ballesta de lana gruesa para cubrir el brazo y ampararse de los golpes. Hay varios tipos de sable: de cruz, de totuma, de cabeza de zorra, entre otros. Las cutarras de cuero que deben ir con gruperas en los dedos para no resbalar.

### Provincia de Coclé
Coclé es una tierra de contrastes naturales y turísticos. Posee una extraordinaria riqueza cultural y folklórica. Es una provincia del centro de Panamá. Penonomé, es la capital cabecera de la provincia de Coclé y es la única región del país donde se añade el toque del triángulo al tamborito (baile panameño).

#### Pollera de gala con labor de Penonomé
Distinguen a esta pollera labores pequeñas. Su jareta se remata con un lazo de cinta de satín, de alrededor de una pulgada y media de ancho. Es tradicional de la región bordar o realzar sus trencillas y encajes.
La camisa se elabora con dos arandelas con tela voile, el término proviene del francés, y significa velo, holán de hilo o marquiset con labores, comúnmente bordadas o marcadas. Trencillas y encajes realzados. Enjaretado de lana rematado con lazo de cinta. La falda es angosta, de poco vuelo y dos tramos; no se plisa. Puede llevar crecedoras (alforzas). Termina con una trencilla y encajes valencianos realzados. Gallardete lateral adelante y atrás. Una enagua. 
Existe también, la pollera centenaria de tela de marquiset marcada con hilos de hilacha, que sacaban de prendas viejas y con tintes vegetales.  La boca de la jareta es diferente, pues hubo que reemplazarla por daños. Así mismo, la pollera marcada con encajes realzados y labores pequeñas imitando claveles, con trencillas y encajes valencianos, de más de 60 años. Finalmente, la pollera bordada en cordoncillo con temas de hojas y botoncitos en tela de marquiset. Trencillas y encajes sin realzar, hecha en 1936.
Entre los aderezos con que se suele acompañar a este pollera tenemos: dos peinetas laterales de balcón. Flores (tembleques) de gusanillos y perlas imitando la flora y fauna, que deben temblar gracias al resorte en su base. No deben cubrir toda la cabeza. Se adornan con cintas,  y manzanillas (motitas amarillas de lana). Mosquetas frontales, típicas de la región. Flores naturales al lado de las peinetas, como jazmín coral y jazmín castilla. Zarcillos sencillos.
Prendedores sobre los lazos de la camisa. Sígueme (tapahueso) con cruz, pescadito o medalla. No más de tres cadenas: pueden ser la chata, guachaplí, rosario o un cordón grueso cerrado. Pulseras al gusto, pero se prefieren semanarias. Anillos también al gusto, pero gustan los de piedras de rubí y aguamarina. Zapatos de pana del color del lazo y gallardete. En cuanto al peinado llamado de pepino, con cabello torcido y doblado a la altura del lóbulo de la oreja. Las personas con poco cabello abultaban los pepinos con cabellos reusados de las peinillas.
Un dato curioso es que en el baile del tambor de Penonomé, se estila tener un espejo grande decorado con veraneras, para que la empollerada se vea mientras hace sus tres golpes.

#### Pollera de faena
Estas polleras penonomeñas se usaban en tonos pasteles para estar en casa. Cuando salían a hacer mandados y visitas, las damas preferían usar tonos blancos y negros.  Las señoras mayores acostumbraban a usar un "listao", una tela blanca con puntitos oscuros. Las de tonos pasteles se encuentran hoy con faldas más anchas, pues han sido adaptadas para el baile. Entre los aderezos con que se suele acompañar o engalanar esta pollera, las damas se pueden colocar dos peinetas laterales de oro, carey o de plástico de colores. Actualmente también se usa con tembleques, o con flores naturales como veraneras y jazmines de castilla. Un collar sencillo de oro y/o collar con cuentas de colores. También se usan camafeos colocados al cuello de la camisa. Zapatos de pana negra. Era tradicional colocar un lunar pequeño pintado en la cara al gusto. El peinado puede ser un rodete o trenza lateral o dos trenzas frontales, amarradas con cinta al final.
Existen ciertas variaciones en este tipo de polleras: una de ellas es la versión "de salir", usada en la región por mujeres mayores hasta aproximadamente hacia 1950, en la que usaban una basquiña blanca con cuello chino o redondo y falda de tela oscura y una enagua. La otra consistía en una camisa en tela de colores pasteles, con cuello redondo, manga tres cuartos con y sin encajes. La falda de la misma tela adornada con alforzas, para que la pollera entalle por más tiempo. Adornada con collares de cuentas de colores.
Mientras que en el varón todos los vestuarios penonomeños (gala, montuna o faena) pueden usar camisa blanca de manga larga o las dos variaciones que hay, como la camisa de "cotón" de tela, "de tejido" o de manta sucia, con cuello chino. Bastón "de cacicazgo" con empuñadura de plata. Pueden además utilizar la camisa de montuno de tela "de tejido" o de manta sucia con flecos, con labores en punta de marca usualmente alusivas a la fauna de la región. Botones forrados con tejido. Usan sombrero "de pintas" o pintao, en esta región no es tradicional usarlo "a la pedrá". A su tejido le llaman "crizneja"; a sus adornos, pinta y "tarco" (talco).
Las polleras Montunas de Natá, Penonomé y Coclé del Norte, en su mayoría, tienen una estructura relativamente sencilla y pocos aderezos.

#### Pollera montuna dePenonomé
La camisa lleva una sola arandela con tela de zaraza, o una o dos arandelas con tela blanca con o sin labor. Se remata tradicionalmente con mota o con lazo de cinta frontal y trasero, a la cual se le puede colocar una brocha y no es tradicional que el lazo lleve las puntas colgando. La falda con dos o tres tramos en tela de zaraza. Un gallardete delantero a la izquierda y otro atrás a la derecha, se usa una anagua.
Entre los aderezos con que suele acompañar a esta pollera, podemos mencionar el sombrero de pinta, preferiblemente con cinta. Puede usarse con collares de cuentas o con una sola cadena de oro, la cadena chata o guachapalí. Broches en los lazos de la camisa.  Sígueme o tapa hueso. Aretes de argollas, mosquetas o zarcillos y zapatos de pana.
El peinado puede ser con el cabello suelto o trenzas hacia adelante. Se permiten moños prestados de cabello natural, amarrados con una cinta negra. Las jóvenes pueden usar moños de lana.

#### Pollera montuna de Natá
En esta pollera, la camisa lleva dos arandelas rematadas con encajes de torchón. Se enjareta con lana y lleva una mota frontal y otra trasera.  Mientras que, la falda se elabora de la misma tela de zaraza que la camisa con tres tramos.
El peinado de la dama, lleva dos trenzas hacia adelante que tejen con cinta del color del enjaretado. Entre sus aderezos podemos mencionar que la dama se coloca un sombrero de junco, adornado con una cinta gruesa a juego con la cinta de los moños, la mota de la camisa y los zapatos de pana. Las damas acompañan esta pollera con una cadena sencilla (cadena Chata o guachapalí) y zarcillos sencillos.
Los caballeros llevan jeans, coleta, cutarras y sombrero de junco.

#### Pollera de gala sin labor de Antón
Se confeccionan en tela de linon de motitas blanco o de color, holan de hilo, voilé, bual, clarín (tela de color pastel), y tela estampada sencilla. En Antón a la pollera estampada se le llamaba "pollera de los pobres"pero siempre ha sido una pollera de lujo que era en telas de capullitos o florecitas, o en tela estampadas de flores pequeñas, en algunos ocasiones de fondo blanco. La falda lleva cuerpo y susto, de poco vuelo, separado por encaje. Las camisas llevan encajes valenciano, de torchón, de algodón y de hilo. 
Lleva gallardete frontal y trasero del color del enjaretado. El peinado es rodetes laterales con pimpollos de colores con plumas blancas de gallina o pato, tembleques de perlas blancas, tembleques de gusanillo, flores naturales como en antaño. También se usó sombrero con cinta. Un par de peinetas sencillas. Se colocan hasta siete cadenas de rigor; la chata, guachapalí, rosario, escapulario y la bruja, collares de semillas como zapayo, coral, lágrimas de la virgen. Se pueden añadir pulseras y/o semanarias, anillos. Tapahueso y zarcillos sencillos. Es tradicional usar zapatos de pana negros o también se usan zapatos del color del gallardete. En antaño todas las polleras podían utilizarse con sombrero con cinta y rodete trasero cuando no se tenían flores. Los zapatos no deben tener brillo. El traje del varón es el mismo que se usa con la montuna.

#### Pollera de gala con labor de Antón
La labor marcada fue la primera en usarse en Antón, seguida de las de los talcos. Las labores marcadas tienden a ser pequeñas, mientras que los talcos son grandes, sencillos y nunca llevan calados; también labor de coquito y labor bordada pero sencillos. Es tradicional que la labor sea pequeña. Puede llevar encajes valencianos, de algodón, de hilo y de torchón. Las polleras de gala de Antón, van enjaretadas con lana y lleva una mota adelante y otra atrás. La falda consta de cuerpo y susto, con poco vuelo, separadas por encaje. Los encajes pueden ir resaltados con el color de la labor.
Lleva gallardete frontal y trasero del color del enjaretado. Dos enaguas una más sencilla que la otra. El peinado de la dama es con rodetes laterales. Se colocan Pimpollos con plumas de gallina o pato, flores naturales, también se admite usar tembleques de escamas de pescado y tembleques de perlas blancas; que pueden llevar cintas o también se ponen sombrero con cinta. Un par de peinetas sencillas.  Pueden colocarse hasta siete cadenas; de rigor, la chata, guachapalí, bruja y escapulario.Se pueden añadir pulseras y/o semanarias, anillos. También collares de semillas de zapayo, coral y lágrimas de la virgen. Tapahueso y zarcillos.  Es tradicional usar zapatos de pana negros; o también se usan zapatos del color del gallardete. Los zapatos no deben tener brillo. El vestuario del varón se caracteriza porque usa camisa blanca tipo guayabera con cuello abierto o cuello chino, manga larga, de cuatro bolsillos adelante. Botones blancos o de colores. Antes se hacían con una tela llamada sal y pimienta, que venía hecha con dos tipos de fibra, una fina y otra rugosa de un solo color. Estas camisas las llamaban guayaberas, y las usaban para fiestas.  Usan pantalón negro y zapatos negros y sombrero pinta mosquito o pintado.

#### Montuna Picarona de Antón
También conocida como la picarona, era muy usada por las damas de antaño en Carnaval. Sus camisas se confeccionan con telas de bual, linón de motitas, holan de hilo, voilé; o con labores marcadas, de coquito, talco al sol sin calado y bordada. Con encajes valencianos, de algodón, de hilo y de torchón. En su mayoría las camisas no combinan con el faldón; pues en el pasado, las damas antoneras armaban sus polleras con lo que recibían de otras. Para confeccionar sus faldas tomaban y cortaban la tela de las cortinas ya que carecían de recursos. Nunca llevan trenzas, pues la mujer antonera no se caracteriza por cabellos lacios y largos. En el pasado, los pimpollos usaban cuentas partidas adquiridas en tiendas orientales, similares a las bolas de árboles de Navidad. Eran muy delicadas, y se rompían con facilidad.
La camisa usa dos arandelas, enjaretada con lana y una mota delante y otra atrás. De tener labor, lo tradicional es que sea pequeña. Los encaje de la camisa se caracterizan por ser de color blanco. La falda de tela de zaraza a dos tramos (cuerpos) rematada con picarona. Las flores de la zaraza son más grandes y vistosas que la tela usada en otras regiones. Lleva gallardetes frontales y traseros centrales. Usan una enagua. El faldón no debe plisarse.
Entre los aderezos que se utilizan: se admiten dos arreglos en la cabeza; uno: rodete trasero con sombrero pinta mosquito; decorado con una cinta del mismo color que el gallardete, en la orejas o en el lado derecho de la cabeza o en el rodete se pueden colocar flores naturales como papos, veraneras, buqué de novia, ixoras. Antes se solía colocar una bellota delantera en sombrero. El otro: rodetes laterales con flores naturales o pimpollos con plumas de gallina o de pato. Dos peinetas. Hasta siete cadenas de rigor, la chata, guachapalí, bruja y tapahueso. Se debe usar el rosario o escapulario; se prefieren ambos. Se puede añadir una pulsera y/o semanarias, anillos. También se utilizan collares de cuentas hechos con semillas del área como: zapallo, coral y lágrimas de la virgen, etc. Zarcillos sencillos. Es tradicional usar zapatos de pana negros; o también usar zapatos del color del gallardete. Los zapatos no deben tener brillo. Se admite una "chacarita" y un pañuelo blanco en la pretina del lado derecho.
En los varones se usa con el mismo vestuario que acompaña a la basquiña. El martes de carnaval reemplazaban la camisa tradicional por una más elaborada, con labores marcadas y flecos. En las tunas y más en las de carnaval se rociaban perfumes como el agua de florida, pompeya para avisar con la fragancia que venia la tuna; las parejas se ataban de muñecas con un pañuelo y en la otra mano llevaban el perfume.

#### Chambra y basquiña de Antón
Los vestuarios de chambra y basquiña se usaban para estar en casa. También se utilizaban para asistir a misa los domingos y para bailar tamborito cuando no se tenía una montuna. Las señoras adineradas de Antón usaban una variación de la basquiña, con camisa y falda de tela blanca, el faldón hecho de bual, algodón, lleva cuerpo y susto, con poco vuelo, y separado por trencilla y encaje abajo. Tanto la chamba como la basquiña de Antón no deben entallar en la cintura y no deben plisarse. La basquiña es una camisa blanca de algodón de corte recto.  Es adornada con alforzas (pliegues). Existe la variación de usar la camisa blanca adornada con tejidos de croché y otra variación de usar la camisa en tela de linon blanco de motitas.
Se puede usar con un faldón de zaraza de cuerpo susto y picarona; o con el faldón blanco de dos tramos. 
El faldón de la chambra es de dos tramos de zaraza con poco vuelo, la camisa de la misma tela, con cuello chino, redondo o cuadrado, se adorna con alforzas. Collares de zapayo o lagrimas de la virgen, una cadena chata con la basquiña y cadena sencilla con la chambra. Se pueden añadir pulseras y/o semanarias, anillos. Zarcillos y zapatos de pana de color negro. El peinado consiste en rodete trasero (trenza recogida), trenza a la derecha, trenza recogida derecha. Colocándose flores naturales del lado derecho, de preferencia, papos, veraneras, ixoras. También se admiten pimpollos adornados con plumas de pato o gallina, algo muy particular de la región. Suelen colocarse un sombrero pinta mosquito adornado con una cinta larga de color. En estas vestimentas la cinta no es del color del faldón. Se puede usar una chacarita. 
Los caballeros utilizan una camisa de manta sucia con botones de colores o blancos y pantalón drill (jeans). Sombrero de trabajo como junco o pinta mosquito. Zapatos negros. La camisa puede llevar labor hecha con tela de colores diferentes en los bolsillos en forma de zig zag. Con cuello chino o abierto. Se amarraban los pantalones con un hilo o una soga delgada cuando no tenían correa o cuando iban a trabajar al campo.
Esta región es la única que utiliza el almirez de bronce, como instrumento musical. Fue traído a Antón por los españoles a la finca del español Rodrigo Cerezo en la época colonial. Su función original era como mortero para moler especies en la cocina y medicinas como la quinina, para combatir la malaria. También se usó como campana para llamar a los negros esclavos a la hora de almorzar. Los negros lo utilizaban en sus momentos de reposo. Se desconoce quién tuvo la idea de añadirlo al tamborito Antonero (baile), pero se sabe que tiene más de un siglo de uso en Antón.

### Provincia de Panamá Oeste
Panamá Oeste es una de las diez provincias de Panamá, creada el 1.º de enero de 2014 a partir de territorios segregados de la provincia de Panamá ubicados al oeste del canal de Panamá. Está conformado por 5 distritos: Arraiján, Capira, Chame, La Chorrera y San Carlos. Su capital es La Chorrera. Limita al norte con la provincia de Colón, al sur con el océano Pacífico; al este con la provincia de Panamá y al oeste con la provincia de Coclé. 
En esta provincia se destacan las polleras de los distritos de La Chorrera.

#### La Chorrera
La Chorrera, es un distrito de la provincia de Panamá Oeste, en la República de Panamá. El motivo del nombre podría ser por la cantidad de saltos de agua que posee esta región, por lo que los colonizadores españoles decidieron llamarlo La Chorrera. Entre los principales chorros se encuentran: el Chorro de La Chorrera, el chorro Trinidad, el chorro Caño quebrada, entre otros.  El 12 de septiembre de 1855, cuando surge La Chorrera como distrito, comienza la lucha y las acciones. Fue así que en 1922 se formó la agrupación cívica que se denominó Centro Chorrerano de Hombres y Mujeres, con el propósito de llevar a término toda obra y actividades necesarias para combatir el atraso imperante e impulsar el progreso de la comunidad chorrerana.[cita requerida]
El vestuario de La Chorrera está influenciado por diversas regiones del país, por ser un lugar de paso. Encontramos dos versiones de pollerín: una de zaraza y otra con labores sencillas. Este es el utilizado como vestido de faena y para bailar la cumbia. Por tradición esta cumbia se baila con velas encendidas, las cuales se usaban cuando no había luz eléctrica. Entre los aderezos con que se pueden acompañar estas polleras, un sombrero que se tenga disponible, como pepita de guate, junco o pintado, el cual puede ser adornado con o sin cinta, si estas utilizando el sombrero no se deben colocarse flores naturales ni pimpollos, ni peinetas, pero si no estas utilizando el sombrero si puedes utilizar las flores y/o peinados estilizados. Una cadena, usualmente la llamada cadena chata y aretes sencillos. Tapahueso de rigor, adornado con cruz o medalla. Zapatos de pana, que llaman babuchas únicamente las negras.  El cabello puede llevarse suelto, en rodete o una o dos trenzas. La camisa son una sola arandela. Enjaretado de cinta, rematado tradicionalmente con lazo.  Las camisas sencillas usan encajes de torchón (algodón) mientras que las más trabajadas tienen labores al mundillo y talco al sol, marcadas o bordadas. 
Mientras que la falda, pollerín o pollerita corta de tela con flores, con tres tramos divididos por trencillas de torchón. también se remata con encajes de torchón. Una enagua sencilla. En el varón el vestuario puede ser de faena o de gala. El primero, usa una camisa de guarandó o una cotona sin espiguetas de tela manta sucia o hecha de sacos de harina, pantalones de jeans, caqui o gris. Sombrero de junto y cutarras, que antes usaban caucho de neumáticos en las suelas. El de gala usa camisa tipo guayabera en tonos pastel, generalmente de cuatro bolsillos, o camisa blanca manga larga por dentro. Pantalón y zapatos negros de amarrar, y no podía faltar el tradicional sombrero de junco o pintado.
.

### Regiones sin polleras  presente

#### Regiones panameñas donde la pollera no está presente como manifestación folclórica local
- Comarca Guna Yala
- Comarca Emberá-Wounaan
- Comarca Ngäbe-Buglé